# Православная церковь в Америке
Правосла́вная це́рковь в Аме́рике (англ. Orthodox Church in America, сокращённо ПЦА, англ. OCA; неофициально также Американская православная церковь) — поместная православная церковь, признающаяся всеми Поместными церквами как каноничная, при наличии разных точек зрения на её статус. Автокефалия, предоставленная ей в 1970 году Русской православной церковью, признаётся последней, а также Грузинской, Болгарской, Польской, Чешских земель и Словакии православными церквами. Остальные Поместные церкви рассматривают ПЦА как часть Московского патриархата. Нерешённый вопрос о статусе ПЦА не препятствует её общению с другими церковными юрисдикциями в Америке. Её епископат участвует в деятельности Постоянной конференции канонических православных епископов Америки.
С 1 июля 2009 года предстоятель церкви носит титул «Архиепископ Вашингтонский, Митрополит всей Америки и Канады». До этого с 2005 года предстоятель Православной церкви в Америке носил титул «Архиепископ Вашингтонский и Нью-Йоркский, Митрополит всей Америки и Канады».

## История

### Российская епархия в Северной Америке (XVIII век — начало XX века)
Создание православной церковной организации в Северной Америке восходит к прибытию, по решению российского правительства, на остров Кадьяк (тогда российское владение) в 1794 году православной миссии в составе шести монахов Валаамского монастыря и двух монахов Коневского монастыря (среди них Иоасаф (Болотов), Герман и Ювеналий Аляскинские). Миссия находилась в ведении епископа Иркутского Вениамина (Багрянского). 21 декабря 1840 году в ведении российского Святейшего синода была учреждена Камчатская, Курильская и Алеутская епархия с центром в Новоархангельске на острове Баранова, на которую был хиротонисан Иннокентий (Вениаминов).
После продажи Аляски в 18 октября 1867 года деятельность Русской православной церкви в Америке заметно осложнилась. Перестав быть духовной миссией на окраине Российской империи, епархия оказалась в иностранном государстве, законы и обычаи которого существенно отличались от российских. Большая часть русского населения и священнослужителей покинула Аляску, куда нахлынули протестантские и католические миссионеры, занявшиеся не только обращением в христианство местных жителей-язычников, но и прозелитизмом среди православных. Финансовая поддержка епархии, ранее осуществлявшаяся упразднённой Русско-американской кампанией, резко пошла на убыль. Местное православное духовенство, лишилось лучших кадров. В 1870 году на всю Аляску приходилось 4 священника: 2 в Ситке, по одному на Уналашке и на Кадьяке. В конце 1860-х годов независимо друг от друга появились первые православные приходы в Америке за переделами Аляски: греческий в Новом Орлеане и два русских в Сан-Франциско и Нью-Йорке.
10 июня 1870 года была образована Алеутских островов и Аляски епархия с кафедрой в городе Ситка. В 1872 году кафедра из Ситки была перенесена в Сан-Франциско с кафедральным Александро-Невским собором (приход существовал с 1868 года). Святейший Синод официально подтвердил перевод епископской кафедры и епархиальной консистории в Сан-Франциско. 25 марта 1891 года епископ Владимир (Соколовский-Автономов) воссоединил с РПЦ униатского священника Алексия Товта и его прихожан в Миннеаполисе (штат Миннесота), что вызвало массовое возвращение униатов в Православие. Росту епархии способствовало также увеличение с конца XIX века притока православных иммигрантов: греков, русских, арабов, албанцев, румын. Большую роль в устроении епархии сыграл епископ Николай (Зиоров), занимавшем кафедру с 29 сентября 1891 по 14 сентября 1898 года. Епископ Николай, застав епархию в состоянии глубокого упадка, предложил набор мер по исправлению ситуации: усилить поддержку епархии со стороны российских дипломатических миссий перед правительством США, «сменить всё наличное духовенство Алеутской епархии и заменить его новыми способными силами, с образованием, а главное — с добросовестностью и любовью к своему делу», создать в России миссионерское общество для помощи епархии в учреждении школ, богаделен, приютов и т. п., организовать распространение православной литературы на туземном и английском языках, готовить свои кадры священно-церковнослужителей, для чего посылать наиболее способных учеников местных приходских школ в сибирские и дальневосточные духовные семинарии, а в будущем — создать свою духовную семинарию в Америке.
В связи с переходом в Православие к конце XIX века многих униатов-карпатороссов и открытием новых приходов в других штатах страны, центр деятельности православной миссии постепенно, но неуклонно перемещался на восточное побережье США. 14 сентября 1898 года Алеутскую и Аляскинскую епархию возглавил епископ Тихон (Белавин), при котором 9 февраля 1900 года епархия была переименована в Алеутскую и Северо-Американскую, чем подчёркивался факт распространения Православия по всему Североамериканскому континенту. В 1901 году воздвигнут первый храм в Канаде. 1 сентября 1905 года кафедра Алеутской епархии была перенесена из Сан-Франциско в Нью-Йорк. В 1905 году в Миннеаполисе на базе миссионерской школы была создана Северо-Американская духовная семинария, переведённая в 1913 году в Тенафлай, штат Нью-Джерси. В 1906 года архиепископ Тихон (Беллавин) в докладе Предсоборному присутствию РПЦ рекомендовал предоставить автокефалию Американской миссии, объясняя своё предложение многонациональным характером епархии. С 1907 года именовалась Русской Православной Греко-Кафолической Церковью в Северной Америке под юрисдикцией священноначалия от Церкви Российской. К концу 1917 года епархия насчитывала в составе 31 благочиние, был 271 храмов, 51 часовня, 257 священнослужителей и до 300 тысяч прихожан. После Октябрьской революции 1917 года в России сношения с высшей церковной властью в Москве оказались весьма затруднёнными. Московская патриархия, лишённая доступа к международному телеграфу и почте, попавшим под монополию нового режима, была напрочь отрезана от своих зарубежных епархий и миссий. Прекратилась финансовая поддержка.

### Североамериканская митрополия (1920-е — 1970)
С середины 1920-х российская церковная структура (в 1918 году началось обособленное структурирование греческих приходов) пребывала вне общения с Московским патриархатом и была известна под наименованием «Северо-Американский митрополичий округ» или «Северо-Американская митрополия»; не находилась в общении и с Архиерейским синодом в Сремских Карловцах (Русская православная церковь заграницей), представителем которого в Северной Америке тогда был архиепископ Аполлинарий (Кошевой), уволенный 1 февраля 1927 года Платоном (Рождественским) (последний именовал себя митрополитом Северо-Американским). По мнению историка Андрея Кострюкова, конфликт был неминуем. Причина — в готовности Северной Америки к автокефалии, в то время как Синод в Сремских Карловцах рассматривал местную православную епархию как часть Российской церкви и видел свою цель в том, чтобы удержать православных американцев в её составе.
19 декабря 1927 года на заседании «Синода епископов американских диоцезий Русской Православной Церкви» была издана грамота об учреждении новой церковной структуры — «независимой автономной и автокефальной» Американской церкви во главе с Платоном (Рождественским).
В подчинении митрополита Платона было около 200 приходов, в Североамериканскуой епархии РПЦЗ — около 60 приходов. В 1933 году в США прибыл представитель Московской патриархии (заместитель патриаршего местоблюстителя митрополита Сергия Страгородского) — архиепископ Вениамин (Федченков), задачей которого было получение от митрополита Платона подписки о недопущении впредь антисоветских высказываний со стороны духовенства. Платон такую подписку не дал, административное единство между Московской патриархией и митрополитом Платоном достигнуто не было. По докладу в патриархию архиепископа Вениамина от мая 1933 года заместитель патриаршего местоблюстителя митрополит Сергий и Временный синод при нём 16 августа постановили предать митрополита Платона суду архиереев с запрещением в священнослужении впредь до раскаяния или до церковно-судебного о нём решения. С 1933 года в Северной Америке, помимо Североамериканской митрополии и Североамериканской епархии РПЦЗ, стал существовать и экзархат Московского патриархата, возглавляемый архиепископом (затем митрополитом) Вениамином (Федченковым).
В 1935 году новый глава митрополии, митрополит Феофил (Пашковский), подписал «Временное Положение о Русской Православной Церкви заграницей», которым она вошла в подчинение Архиерейскому синоду в Сремских Карловцах в вопросах веры и канонического порядка, сохраняя за собой внутреннюю автономию (оставалась де-факто независимой). После объединения РПЦЗ с Североамериканской митрополией количество приходов РПЦЗ в Северной Америке достигло порядка 300. С 1936 года в Джэксон-Хайтс (штат Нью-Йорк) возобновилось регулярное издание официального печатного органа Североамериканской митрополии «Русско-американский православный вестник». В это же время в Нью-Йорке в специально приобретённом здании был устроен Покровский кафедральный собор, заменивший захваченный обновленцами Николаевский храм. В 1938 года был решён вопрос с духовным образованием в Северо-Американской митрополии: были открыты Свято-Владимирская духовная семинария в Нью-Йорке, ставшая главным богословским центром Северо-Американской митрополии, и пастырское училище в монастыре Тихона Задонского в Саут-Кейнане, штат Пенсильвания. К началу Второй мировой войны в Американской митрополии было около 400 тысяч верующих в 330 приходах, разделённых на восемь епархий.
Во время Второй мировой войны имело место сближение с Московским патриархатом, но оно не увенчалось объединением. В конце ноября 1946 года VII Всеамериканский церковный собор в Кливленде подтвердил «нерушимую веру и лояльность» митрополиту Феофилу и постановил просить патриарха Московского о принятии митрополии в его «лоно» «при условиях сохранения нашей полной автономии, существующей в настоящее время»; Собор заявил о выходе митрополии из административного подчинения Архиерейскому синоду РПЦЗ. Прибывший во второй половине 1947 года в США митрополит Ленинградский Григорий (Чуков) отверг предложенный ему митрополией проект автономии Русской православной церкви в Северной Америке и Канаде, принятый 7 августа 1947 года Митрополичьим советом как предлагающий «уже не автономное, а автокефальное управление, на которое в настоящее время Русская Православная Церковь в Северной Америке не имеет никаких оснований». 12 декабря 1947 года патриарх Алексий I и Священный Синод РПЦ постановили предать митрополита Феофила суду Собора епископов и оставить в силе наложенное на него в января 1935 года и условно снятое в января 1947 года запрещение в служении «за упорное противление призывам Матери-Церкви к общению; за вовлечение своей паствы в раскол, вопреки желанию самой паствы, выразившемуся в постановлении Кливлендского Собора». С конца 1947 года в храмах Североамериканской митрополии прекратилось вознесение за богослужением имени патриарха Алексия I. Контакты Североамериканской митрополии с Московским Патриархатом были надолго прерваны.
В марте 1946 года руководство оставшейся без архипастырского окормления Японской православной церкви обратилось к патриарху Алексию I с просьбой о воссоединении с Русской православной церковью, но уже летом того же года руководство Японской православной церкви пришло к мысли о нежелательности возобновления связей с Московским патриархатом. 31 октября — 1 ноября 1946 года в Нью-Йорке состоялся Малый Архиерейский Собор Североамериканской митрополии, на котором было решено направить в Японию епископа Питтсбургского и Западной Вирджинии Вениамина (Басалыгу). 28 ноября Консистория окончательно решила принять епископа от митрополита Феофила, что означало переход Японской церкви в юрисдикцию Северо-Американской митрополии. У Северо-Американской митрополии появились и приходы в Южной Америке: 15 января 1948 года протопресвитер Константин Изразцов, ранее долгое время управлявший приходами РПЦЗ в Аргентине, обратился к митрополиту Феофилу (Пашковскому) с прошением о принятии в юрисдикцию Северо-Американской митрополии, 27 января он был принят вместе с общиной и подчинённым духовенством. В сентябре 1948 года при посредничестве Константина Изразцова из РПЦЗ в Северо-Американскую митрополию перешёл викарный епископ Парагвайский Леонтий (Филиппович), принятый с титулом епископа Аргентинско-Парагвайского, однако 7 сентября 1949 года епископ Леонтий вернулся в РПЦЗ.
В 1950-х годы происходила американизация Северо-Американской митрополии, которая постепенно утрачивала эмигрантский характер и становилась одной из многих американских религиозных общин. Всё большее число приходов митрополии переходило в богослужении на английский язык; среди прихожан преобладали далёкие потомки выходцев из Российской империи, из Галиции и Закарпатья, родным языком которых являлся уже английский. Все более заметную часть паствы Североамериканской митрополии составляли обращённые в православие американцы, никак не связанные своим происхождением с Россией. В таких условиях верующие, стремившихся сохранить свою русскую национальную самобытность, переходили либо в приходы РПЦЗ, либо реже в приходы экзархата Московского Патриархата.
В 1963 году председатель отдела внешних церковных сношений Московского патриархата митрополит Ленинградский и Новгородский Никодим (Ротов) попытался восстановить отношения с Американской митрополией; в этом году он встретился с митрополитом Леонтием (Туркевичем). Но болезнь и вскоре последовавшая кончина последнего на время прервала дальнейшие попытки к улучшению отношений. Во второй половине 1960-х годов Северо-Американская Митрополия все активнее искала путей признания автокефалии. Идейным вдохновителем этих попыток был один из авторитетнейших богословов Северо-Американской митрополии, декан Свято-Владимирской духовной семинарии протоиерей Александр Шмеман. По его инициативе новый предстоятель митрополит Ириней в 1965 году, впервые за несколько десятилетий нахождения Митрополии в расколе, известил о своем избрании Патриарха Алексия — служители Патриаршего экзархата в США отмечали, что, учитывая общее антикоммунистическое настроение американских иерархов, это пусть даже «сухое письмо, адресованное в Москву, является чудом». В 1969 года после нескольких лет попыток обсуждения изменения канонического статуса Северо-Американской митрополии Москва дала свое согласие на дарование ей автокефальных прав. В свою очередь Совет по делам религий, санкционировавший дарование автокефалии, был заинтересован в том, чтобы воспрепятствовать образованию единой Православной Церкви в Америке на базе иной юрисдикции — греческой Американской архиепископии Константинопольского Патриархата. Кроме того, приходы Патриаршего экзархата в США были «малочисленны и слабы». Значительную роль в подготовке этого решения со стороны РПЦ сыграл председатель отдела внешних церковных сношений Московского патриархата митрополит Ленинградский и Новгородский Никодим (Ротов), со стороны Североамериканской митрополии — протоиерей (затем протопресвитер) Александр Шмеман.

### Православная церковь в Америке (после 1970 года)
31 марта 1970 года Московский патриархат в лице митрополита Никодима Ротова и Русская православная греко-кафолическая церковь в Америке (Североамериканская митрополия) в лице митрополита Иринея заключили соглашение о автокефалии Русской митрополии в Америке. Кроме того, это соглашение, признавая юрисдикцию Московского патриархата над Православной церковью в Японии, предусматривало предоставление ей автономии (статья X Соглашения). 9 апреля 1970 года Синод Русской православной церкви восстановил общение с Североамериканской митрополией, сняв ранее наложенные на её иерархов прещения, а 10 апреля Патриаршим томосом даровал Русской православной греко-кафолической церкви в Америке автокефалию. Сорок три прихода в США, до того пребывавшие в составе экзархата Московского патриархата, а также Эдмонтонской и Канадской епархии Московского патриархата, пожелавшие и далее оставаться в составе Московского патриархата, были объединены в Патриаршие приходы в США и Патриаршие приходы в Канаде; кроме того, специально оговаривались права Московского патриархата на Николаевский собор в Нью-Йорке (статья V, § 1 (a) Соглашения и пп. 3 (а), 4 Томоса). Предоставление автокефального статуса ПЦА вызвало резкую оппозицию патриарха Константинопольского Афинагора. В переписке, возникшей между Патриархом Алексеем I, а после его смерти патриаршим местоблюстителем митрополитом Пименом (Извековым) с одной стороны и патриархом Константинопольскими Афинагором с другой, ясно отразилась диаметрально противоположная экклезиологическая позиция относительно как самого понятия автокефалии, так и прав и положения Константинопольского Патриархата в мировом Православии. Патриарх Московский Алексий I в послании от 16 марта 1970 года патриарху Афинагору так изъяснял свою позицию: «Согласно каноническому и церковному праву, законная автокефалия может быть получена только от законной власти. Для Русской Православной Греко-Кафолической Церкви Америки, как именуется Американская Русская Митрополия, да и для Православия в Америке в целом, таковой является Русская Православная Церковь. Никем не может оспариваться тот факт, что всякая автокефальная Церковь полномочна дать автокефалию части своей Церкви». В свою очередь, патриарх Афинагор в письме от 24 июня 1970 года Патриаршему местоблюстителю митрополиту Пимену осудил предоставление автокефалии Русской митрополии в Америке как акт, «продолжающий неканонический курс» РПЦ (имея ввиду дарование автокефалии Польской (1948) и Чехословацкой (1951) церквам) и превышающий её полномочия. Переписка не закончилась достижением какого-либо общего мнения. Каждая сторона осталась при своём.
С 1 сентября 1982 года Православная церковь в Америке официально перешла на новоюлианский календарь, оставив при этом приходам право выбора, каким календарём им руководствоваться в богослужебной жизни. В то же время и ныне в составе Аляскинской, Канадской епархий и епархии Запада ПЦА сохранились приходы, следующие юлианскому календарю.
22 июля 2002 года до 4 сентября 2008 года предстоятелем церкви был митрополит Герман (Свайко). В ноябре 2005 года стал достоянием гласности конфликт, развивавшийся до того несколько лет в связи с вменяемыми финансовыми злоупотреблениями бывшего управляющего делами ПЦА протопресвитера Роберта Кондратика (Robert S. Kondratick). В результате последний был в марте 2006 года смещён со своего административного поста, а впоследствии осуждён Духовным судом и лишён сана. Скандал освещался в прессе США.
3 сентября 2008 года Синоду был представлен доклад специального следственного комитета, где сделан вывод об ответственности всего руководства церкви в финансовых злоупотреблениях. Митрополит Герман был вынужден подать Архиерейскому синоду, собравшемуся 4 сентября 2008 года в Нью-Йорке, прошение о незамедлительном уходе на покой, которое было удовлетворено в тот же день. С 4 сентября 2008 года до созыва Всеамериканского собора в Питтсбурге местоблюстителем митрополичьей кафедры являлся старейший по хиротонии архиепископ Далласский и Южных Штатов Димитрий (Ройстер). В октябре 2008 года, ряд священнослужителей церкви предложили епископа Венского Илариона (Алфеева) (РПЦ) в качестве кандидата на митрополичью кафедру ПЦА; но епископ Иларион заявил о невозможности для себя быть кандидатом в предстоятели ПЦА, в частности, для демонстрации независимости ПЦА от РПЦ. Его позиция была поддержана заместителем председателя ОВЦС епископом Марком (Головковым): «нужно сохранять и укреплять статус ПЦА как самостоятельной церкви, а не давать повода для разговоров, что ПЦА — это структура РПЦ».
12 ноября 2008 года на XV Всеамериканском соборе в Питтсбурге Предстоятелем ПЦА был избран епископ Форт-Уэртский Иона (Паффхаузен). 24 мая 2011 года впервые в истории состоялось сослужение предстоятелей ПЦА и РПЦЗ: митрополиты Иона и Иларион (Капрал) в Никольском соборе в Нью-Йорке совместно отслужили литургию, что знаменовало восстановление евхаристического общения между ПЦА и РПЦЗ.
9 июля 2012 года Священный Синод ПЦА удовлетворил его прошение митрополита Ионы об отставке с поста предстоятеля ПЦА. 13 ноября 2012 года на XVII Всеамериканское соборе был избран архиепископом Вашингтонским, митрополитом всея Америки и Канады был избран митрополит Тихон (Моллард).

## Каноническое положение и современное состояние
Автокефалия ПЦА, дарованная Московским патриархатом, до сих пор не признана греческими патриархатами, хотя признаётся Грузинской, Болгарской, Польской и Православной церковью Чешских земель и Словакии. На сайте Румынской церкви ПЦА упомянута в числе Церквей-сестёр без уточнения её статуса. Как отметил Андрей Кострюков, «часть православного мира признаёт Американскую церковь полноценной Церковью, а часть считает, что ПЦА — это просто „филиал“ Русской православной церкви. Её благодатность никто не оспаривает, но канонический статус выяснен не до конца. Это создаёт проблемы».
Отсутствие официального признания автокефального статуса со стороны других Поместных православных церквей не мешает им находиться в евхаристическом общении с ПЦА. Все они допускают своих архиереев и клириков к сослужению с архиереями и клириками ПЦА, а некоторые из них приветствуют избрание предстоятелей последней.
Каноническая территория — США и Канада; юрисдикция Православной церкви в Америке распространяется также на некоторые приходы в Мексике, Аргентине, Бразилии, Перу, Венесуэле и Австралии. Богослужение проводится в основном на английском языке, но также и на церковнославянском, греческом или на местных языках (испанском, алеутском, и т. д.) в зависимости от потребности.
ПЦА разделена на 14 епархий (из которых одиннадцать территориальные и три — этнические), имеются три семинарии (Свято-Владимирская, Свято-Тихоновская, Свято-Германовская), Академия и т. п.
В США является второй по численности православной деноминацией, уступая Константинопольскому патриархату. Имеет самую высокую среди православных общин США посещаемость и самый большой прирост числа верующих за десятилетие (по состоянию на 2011 год) — 21 %.
С начала 1990-х годов имеет подворье в Москве, при храме великомученицы Екатерины на Ордынке. Основателем и первым настоятелем подворья стал протопресвитер Даниил Губяк. С 2002 года настоятелем подворья служил архимандрит Закхей (Вуд). В связи с запрещением в священнослужении архимандрита Закхея (Вуда) 28 июля 2011 года пастырское окормление прихода было возложено на священника Иоанна Кечкина. С 2013 по 2016 год настоятелем подворья был архимандрит Александр (Пихач), а в 2018-м назначен протоиерей Даниил Андреюк.

### Монастыри Православной церкви в Америке
На 2009 год, по данным митрополита Ионы (Паффхаузена), ПЦА насчитывала около 650 приходов и 25 монастырей, около 100 000 причастников и около 1 миллиона крещёных. На 2016 год «Атлас американских православных монастырей» приводил данные о том, что в Православной церкви в Америке на территории США насчитывается 19 монастырей — столько же, сколько Греческая православная архиепископия Америки — что является наибольшим числом среди представленных в США двенадцати православных деноминаций. В марте 2019 года его автор заявлял, что у ПЦА на территории США насчитывалось 19 монастырей. На 2019 год сайты ПЦА и Ассамблеи канонических православных епископов США содержат информацию о следующих монашеских сообществах:
| Название                                                | Штат                | Населённый пункт  | Епархия                        | Год основания                 | Тип     | Настоятель                                         | Сайт монастыря |
| ------------------------------------------------------- | ------------------- | ----------------- | ------------------------------ | ----------------------------- | ------- | -------------------------------------------------- | --- |
| США                                                     |                     |                   |                                |                               |         |                                                    | |
| Монастырь святого Тихона Задонского                     | Пенсильвания        | Саут-Кейнан       | Ставропигиальный               | 1905                          | Мужской | архимандрит Сергий (Бойер)                         | http://sttikhonsmonastery.org. Архивная копия от 26 марта 2022 на Wayback Machine                                                                               |
| Свято-Успенский монастырь                               | Калифорния          | Калистога         | Епархия Запада                 | 1941                          | Женский | игумения Мелания (Салем)                           | https://www.holyassumptionmonastery.com. Архивная копия от 8 апреля 2019 на Wayback Machine                                                                     |
| Братья Нового скита                                     | Нью-Йорк            | Кэмбридж          | Ставропигиальный               | 1966                          | Мужской | игумен Христофор (Сэвидж), игумен Марк (Лэбиш)     | https://newskete.org. Архивная копия от 8 апреля 2019 на Wayback Machine                                                                                        |
| Сестры Нового скита                                     | Нью-Йорк            | Кэмбридж          | Ставропигиальный               | 1969                          | Женский | игумения Цецилия (Харви)                           | https://newskete.org. Архивная копия от 8 апреля 2019 на Wayback Machine                                                                                        |
| Преображенский монастырь                                | Пенсильвания        | Эллвуд-Сити       | Румынская епископия            | 1967                          | Женский | игумения Христофора (Матичек)                      | http://www.orthodoxmonasteryellwoodcity.org. Архивная копия от 1 апреля 2022 на Wayback Machine                                                                 |
| Мироносицкий монастырь                                  | Нью-Йорк            | Отего             | Ставропигиальный               | 1977                          | Женский | игумения Рафаила (Уилкинсон)                       | http://www.holymyrrhbearers.com. Архивная копия от 16 ноября 2021 на Wayback Machine                                                                            |
| Скит Казанской Божией матери                            | Калифорния          | Санта-Роза        | Епархия Запада                 | 1979                          | Женский | игумения Сусанна                                   | https://oca.org/parishes/oca-we-stshvk. Архивная копия от 8 апреля 2019 на Wayback Machine                                                                      |
| Монастырь Успения Пресвятой Богородицы                  | Мичиган             | Ривз-Джанкшен     | Румынская епископия            | 1987                          | Женский | игумения Гавриила (Урзахе)                         | http://www.dormitionmonastery.org. Архивная копия от 8 апреля 2019 на Wayback Machine                                                                           |
| Крестовоздвиженский монастырь                           | Калифорния          | Кастро Вэлли      | Болгарская епархия             | 1979                          | Мужской | игумен Стефан (Скотт)                              | http://www.holycrossmonastery.org. Архивная копия от 20 января 2022 на Wayback Machine                                                                          |
| Монастырь Святого Иоанна Шанхайского и Сан-Францисского | Калифорния          | Мэнтон            | Епархия Запада                 | 1996                          | Мужской | иеромонах Иннокентий (Грин)                        | http://www.monasteryofstjohn.org. Архивная копия от 16 марта 2022 на Wayback Machine                                                                            |
| Монастырь Вознесения Господня                           | Мичиган             | Клинтон           | Румынская епископия            | 2001                          | Мужской | иеромонах Иоанн (Урсика)                           | http://www.holy-ascension.org. Архивная копия от 7 февраля 2022 на Wayback Machine                                                                              |
| Свято-Воскресенский монастырь                           | Калифорния          | Темекула          | Румынская епископия            | 2014                          | Мужской | иеромонах Дионисий (Родила)                        | https://web.archive.org/web/20150715000154/http://www.resurrectionmonastery.org/                                                                                |
| Михаило-Архангельский монастырь                         | Нью-Мексико         | Канонес           | Епархия Юга                    | 1993                          | Мужской | иеромонах Силуан (Лайтл)                           | http://www.holyarchangelmichael.org. Архивная копия от 8 апреля 2019 на Wayback Machine                                                                         |
| Монастырь Макария Египетского                           | Калифорния          | Монтклэр          | Епархия Запада                 | 2015                          | Женский | игумения Силуана                                   | https://www.stmacariusoca.org. Архивная копия от 8 апреля 2019 на Wayback Machine                                                                               |
| Монастырь Рождества Христова                            | Техас               | Кэмп              | Епархия Юга                    | 2000                          | Женский | сестра Варвара (Морэ), архимандрит Герасим (Элаэл) | http://nativitymonastery.com. Архивная копия от 8 апреля 2019 на Wayback Machine                                                                                |
| Покрова Пресвятой Богородицы                            | Колорадо            | Лэйк Джордж       | Епархия Запада                 | 1993                          | Женский | игумения Кассиана (Петрова)                        | https://oca.org/parishes/oca-we-boupvm. Архивная копия от 8 апреля 2019 на Wayback Machine                                                                      |
| Введения во храм Пресвятой Богородицы                   | Миссури             | Маршфилд          | Епархия Среднего Запада        | 2006                          | Женский | игумения Сергия                                    | https://domoca.org/parishdirectory.html. Архивная копия от 10 апреля 2019 на Wayback Machine                                                                    |
| Покрова Пресвятой Богородицы                            | Аляска              | Анкоридж          | Епархия Аляски                 | 1996                          | Женский | игумения Капитолина (Бьютерин)                     | https://oca.org/parishes/oca-ak-ancpvt. Архивная копия от 8 апреля 2019 на Wayback Machine                                                                      |
| Монастырь святой Варвары                                | Калифорния          | Санта Паула       | Епархия Запада                 | 1992 (по другим данным, 1995) | Женский | игумения Виктория (Шнурер)                         | http://www.stbarbaramonastery.org. Архивная копия от 8 апреля 2019 на Wayback Machine                                                                           |
| Скит диакониссы Олимпиады                               | Нью-Йорк            | Потсдам           | Епархия Нью-Йорка и Нью-Джерси | 2019                          | Женский | игумения Софрония (Хофстэд)                        | https://web.archive.org/web/20190410121031/http://saintveronicaguild.org/                                                                                       |
| Монастырь святых Марфы и Марии                          | Южная Каролина      | Вагенер           | Епархия Юга                    | 1989                          | Женский | игумения Фекла (Экройд)                            | https://www.saintsmaryandmarthaorthodoxmonastery.org. Архивная копия от 9 августа 2018 на Wayback Machine                                                       |
| Канада                                                  |                     |                   |                                |                               |         |                                                    | |
| Монастырь Всех святых, в земле Американской просиявших  | Британская Колумбия | Дьюдни            | Архиепархия Канады             | 1973                          | Мужской | архиепископ Лазарь (Пухало)                        | http://www.orthodoxcanada.org. Архивная копия от 25 марта 2022 на Wayback Machine                                                                               |
| Скит пророка Илии                                       | Альберта            | Смоки Лэйк Каунти | Архиепархия Канады             | 2009                          | Мужской | архимандрит Герасим (Пауэр)                        | https://www.archdiocese.ca/community/hermitage-holy-prophet-elias-smoky-lake-county-ab. Архивная копия от 8 апреля 2019 на Wayback Machine                      |
| Скит Антония Великого                                   | Онтарио             | Вестпорт          | Архиепархия Канады             | 1998                          | Мужской | монах Пьер (Вашон)                                 | https://www.archdiocese.ca/community/hermitage-st-anthony-great-and-hermitage-protection-theotokos-westport. Архивная копия от 8 апреля 2019 на Wayback Machine |
| Благовещенский скит                                     | Новая Шотландия     | Уотфорд           | Архиепархия Канады             | 2004                          | Мужской | игумен Роман (Боннел)                              | https://web.archive.org/web/20160628073657/http://hermitage.halifaxorthodox.org/                                                                                |
| Преображенский скит                                     | Британская Колумбия | Лоун Батте        | Архиепархия Канады             | 1977                          | Мужской | архимандрит Георгий (Папациан)                     | https://www.archdiocese.ca/community/holy-transfiguration-hermitage-lone-butte-bc. Архивная копия от 8 апреля 2019 на Wayback Machine                           |
| Мексика                                                 |                     |                   |                                |                               |         |                                                    | |
| Монашеское сообщество Храма Вознесения Господня         | Мехико              | Мехико            | Епархия Мексики                | 1970                          | Мужской | епископ Альехо (Пачеко-и-Вера)                     | https://ocamexico.org/parish.html. Архивная копия от 2 мая 2018 на Wayback Machine                                                                              |

### Епархии и епископат
- Архиепархия Вашингтона
  - Предстоятель — архиепископ Вашингтонский, митрополит всей Америки и Канады Тихон (Моллард)
- Епархия Аляски
  - Предстоятель — епископ Ситкинский и Аляскинский Алексий (Трейдер)
- Епархия Восточной Пенсильвании
  - Предстоятель — архиепископ Филадельфийский и Восточно-Пенсильванский Марк (Мэймон)
- Епархия Запада
  - Предстоятель — епископ Сан-Францисский и Западный (вакантна)
- Епархия Западной Пенсильвании
  - Предстоятель — архиепископ Питсбургский и Западно-Пенсильванский Мелхиседек (Плеска)
- Епархия Новой Англии
  - Предстоятель — епископ Харфордский и Ново-Английский Венедикт (Черчилль)
- Епархия Нью-Йорка и Нью-Джерси
  - Предстоятель — архиепископ Нью-Йоркский и Нью-Джерсийский Михаил (Дахулич)
- Епархия Среднего Запада
  - Предстоятель — архиепископ Чикаго и Среднего Запада Даниил (Брум)
- Епархия Юга
  - Предстоятель — архиепископ Далласский, Юга и Болгарской епархии Александр (Голицын)
- Румынская епископия
  - Предстоятель — архиепископ Детройтский и Румынской епархии Нафанаил (Попп)
- Болгарская епархия
  - Предстоятель — архиепископ Толедский и Болгарский Александр (Голицын)
- Албанская Архиепископия
  - Предстоятель — епископ Бостонский и Албанский Никодим (Престон)
- Архиепархия Канады
  - Предстоятель — архиепископ Оттавский и Канадский Ириней (Рошон)
- Епархия Мексики
  - Предстоятель — архиепископ Мехико Алексий (Пачеко-Вера)

## Предстоятели
- Платон (Рождественский) (сентябрь 1923 — 20 апреля 1934)
- Феофил (Пашковский) (20 апреля 1934 — 27 июня 1950) до 23 ноября 1934 — местоблюститель, архиепископ Сан-Францисский
- Леонтий (Туркевич) (27 июня 1950 — 14 мая 1965) до 5-8 декабря 1950 — местоблюститель, архиеп. Чикагский
- Ириней (Бекиш) (14 мая 1965 — 25 октября 1977) до 23 сентября 1965 — местоблюститель, архиеп. Бостонский
  - Сильвестр (Харунс) (15 мая 1974 — 25 октября 1977) в/у, архиеп. Монреальский
- Феодосий (Лазор) (25 октября 1977 — 21 июля 2002)
- Герман (Свайко) (22 июля 2002 — 4 сентября 2008)
  - Димитрий (Ройстер) (4 сентября — 12 ноября 2008) местоблюститель, архиеп. Далласский
- Иона (Паффхаузен) (12 ноября 2008 — 7 июля 2012[70])
  - Нафанаил (Попп) (24 февраля — 27 апреля 2011 и 9 июля 2012[70] — 13 ноября 2012) в/у, архиеп. Детройтский
- Тихон (Моллард) (13 ноября 2012 — н. вр.)[71]

## Награды
В конце 1980-х — начале 1990-х гг. ПЦА учредила награды:
- Орден преподобного Германа Аляскинского
- Орден святого Иннокентия трёх степеней.

## Комментарии
1. ↑  Томос о автокефалии от 10 апреля 1970 года указывает как официальное название новосозданной структуры именование The Autocephalous Orthodox Church in America; однако, более детальное соглашение о автокефалии от 31 марта того же года в статье VIII предусматривало, что Митрополия изменит своё юридическое название на Orthodox Church in America (без артикля). В обиходном употреблении на английском языке используется последние название с определённым артиклем: The Orthodox Church in America.